# 천충 (정치인)

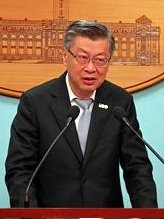
천충

천충(중국어: 陳冲, 1949년 10월 13일 ~ )은 중화민국의 경제인, 정치인이다. 행정원장, 재정부 상무차장, 정무차장, 합작금고상업은행 행장, 금융감독관리위원회 주임위원, 행정원부원장 등을 역임하였다. 2012년 2월 행정원장으로 임명을 받았다. 2013년 2월 행정원장 직위에서 사임하고 장이화 행정원부원장이 행정원장직을 승계하였다. 현재 재단법인 신세대 금융기금회 사장, 둥우 대학 교수를 역임하고 있다.

## 같이 보기
- 중화민국의 행정원장